# Шарлот Харбор (Флорида)
Шарлот Харбор (енгл. Charlotte Harbor) насељено је место без административног статуса у америчкој савезној држави Флорида.

## Демографија
По попису из 2010. године број становника је 3.714, што је 67 (1,8%) становника више него 2000. године.
| Група             | 2000.         | 2010.         |
| Белци             | 3.348 (91,8%) | 3.180 (85,6%) |
| Афроамериканци    | 104 (2,9%)    | 222 (6,0%)    |
| Азијати           | 47 (1,3%)     | 63 (1,7%)     |
| Хиспаноамериканци | 117 (3,2%)    | 208 (5,6%)    |
| Укупно            | 3.647         | 3.714         |